# Fouqueure
Fouqueure település Franciaországban, Charente megyében. Lakosainak száma 431 fő (2022. január 1.). Fouqueure Ambérac, Ligné, Luxé, Marcillac-Lanville, Tusson, Villognon és Aigre községekkel határos.

## Népesség
A település népessége az elmúlt években az alábbi módon változott:
| Lakosok száma | 490  | 437  | 426  | 428  | 392  | 379  | 402  | 421  | 428  | 431  |
|               | 1968 | 1982 | 1990 | 2006 | 2013 | 2015 | 2017 | 2019 | 2020 | 2022 |